# Zimní palác
Zimní palác (rusky Зимний дворец) je palác v Petrohradu, postavený roku 1711 na pokyn cara Petra I. Velikého, svou současnou podobu ale získal až v letech 1754 až 1762 za vlády careven Alžběty a Kateřiny II., kdy se také stal zimním sídlem ruských carů. V roce 1917 dočasně sloužil palác jako sídlo ruské Prozatímní vlády. Útokem na Zimní palác 7. listopadu 1917 začala bolševická Říjnová revoluce.

## Dějiny
Zimní palác je dílem významného barokního architekta Rastrelliho a švýcarsko-italského architekta Domenica Trezziniho. První obyvatelkou paláce byla carevna Kateřina Veliká. Palác je v současnosti součástí budov Ermitáže, jednoho z největších světových muzeí.
Po Únorové revoluci roku 1917 a svržení carství se palác stal sídlem nové ruské prozatímní vlády Alexandra Kerenského. Dne 7. listopadu, dle juliánského kalendáře 25. října, přistoupili bolševici vedení Leninem s podporou Petrohradského sovětu ke státnímu převratu. Rudé gardy po znamení výstřely z křižníku Aurory zaútočily na Zimní palác a bez významného  odporu se ho zmocnily. Útok na Zimní palác se stal symbolem Říjnové revoluce a vzniku bolševického státu, budoucího Sovětského svazu. Vizuální podoba této události je známa z propagandistického filmu Říjen: Deset dnů, které otřásly světem, který natočili režiséři Sergej Ejzenštejn a Grigorij Alexandrov k desátému výročí roku 1927.

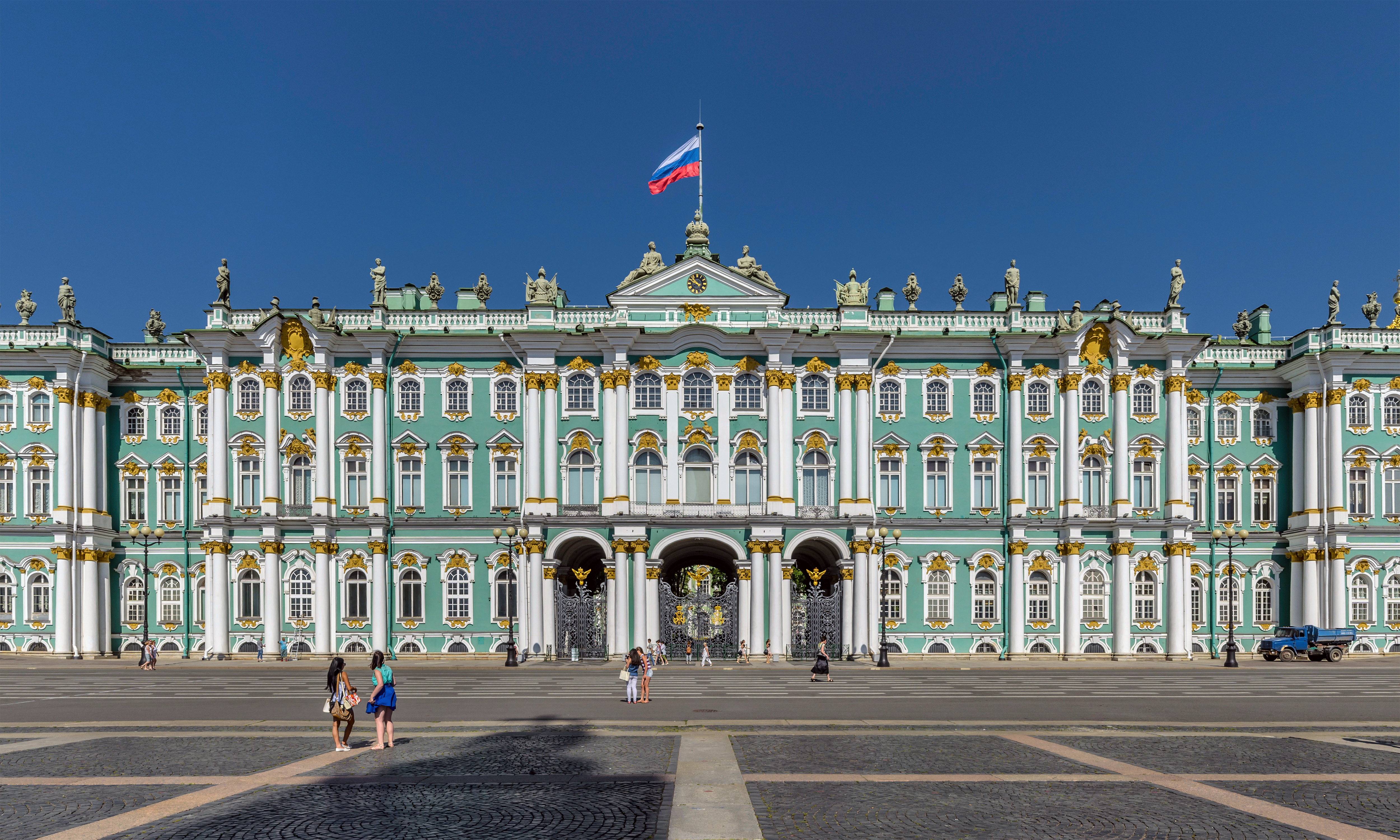
Pohled na Zimní palác z Palácového náměstí

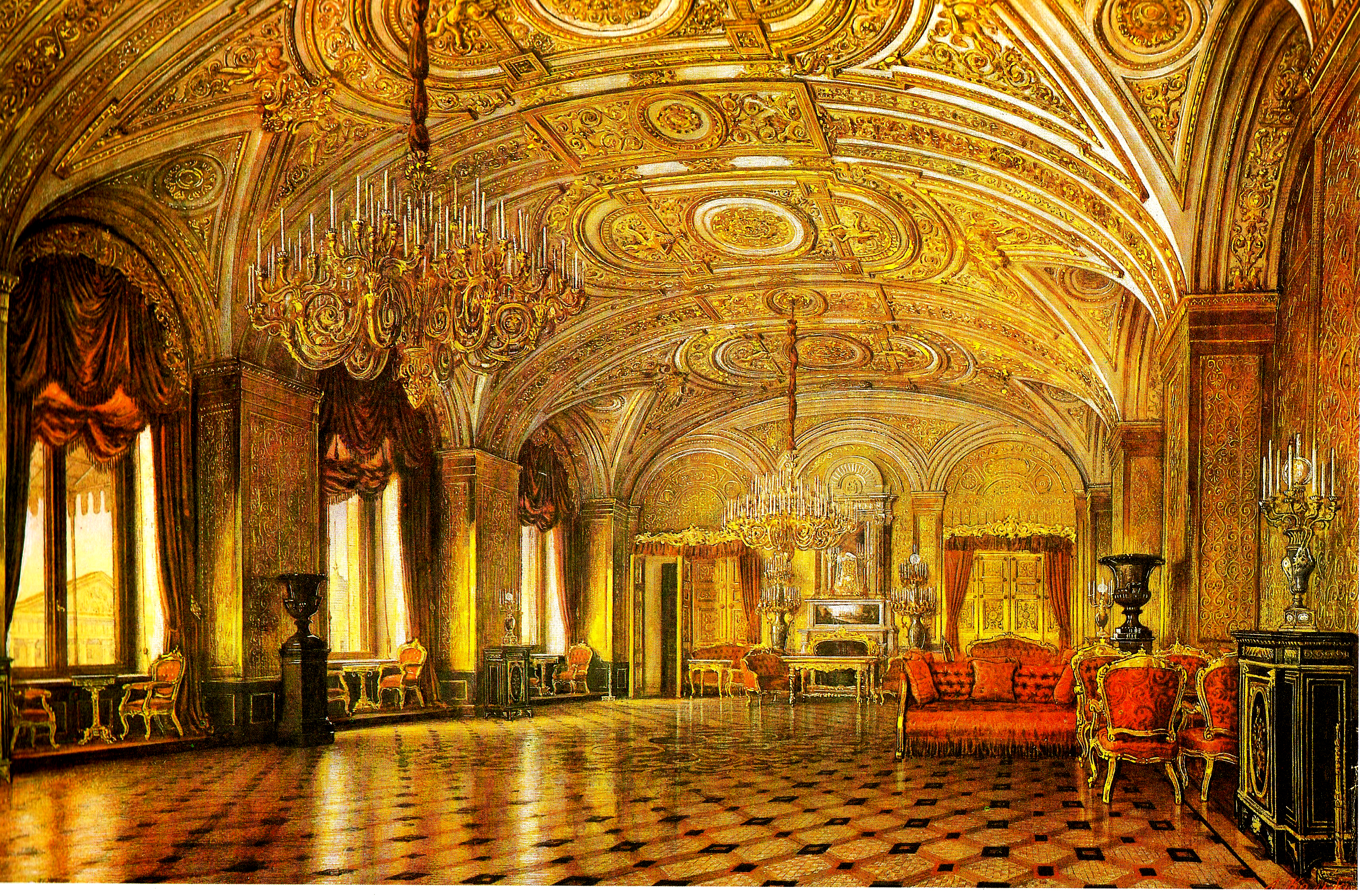
Zlatá síň Zimního paláce

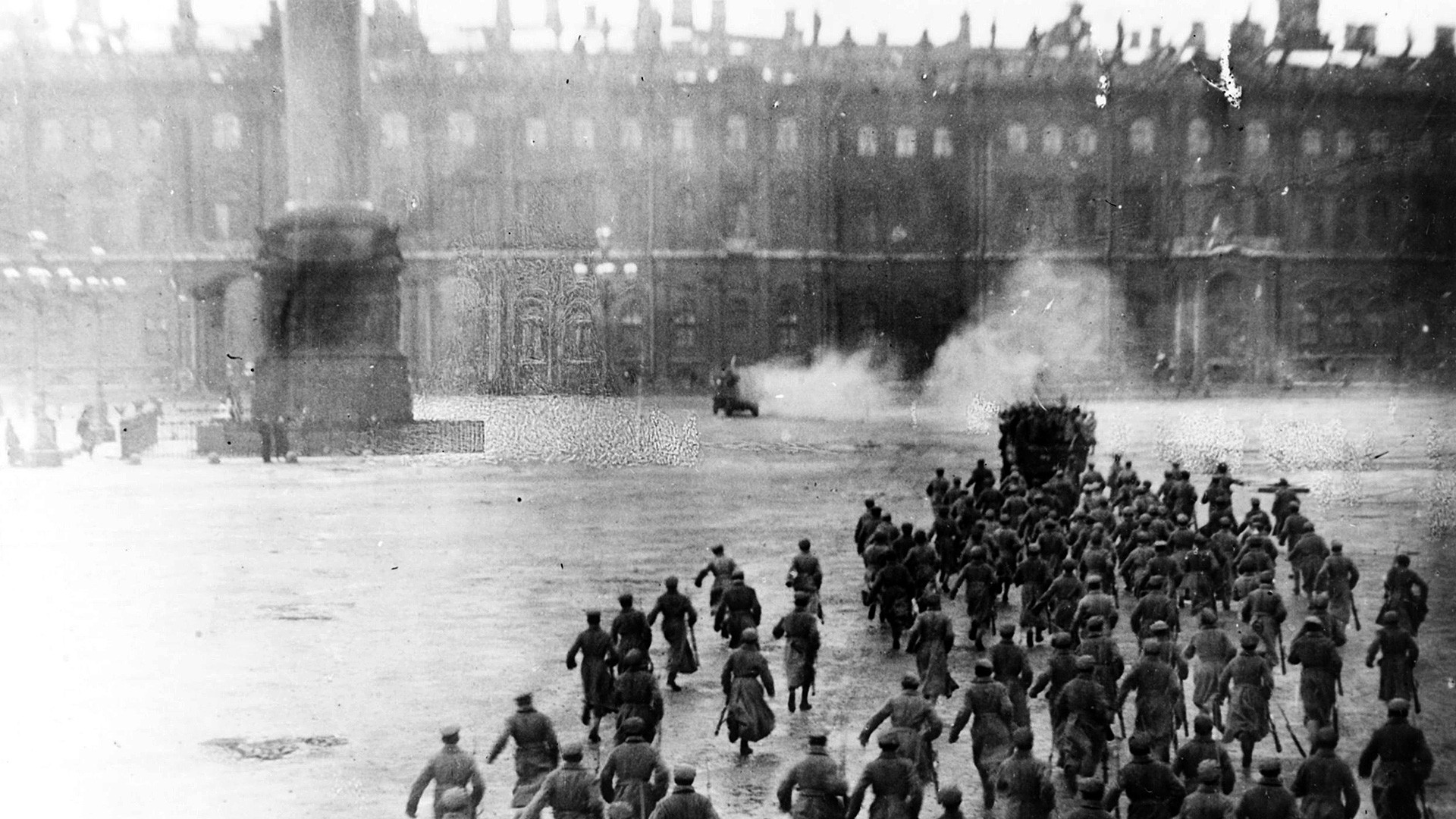
Filmový útok na Zimní palác roku 1917